# Pertusaria calderae
Pertusaria calderae är en lavart som beskrevs av Hern.-Padr., Etayo, I. Pérez-Vargas & Elix. Pertusaria calderae ingår i släktet Pertusaria och familjen Pertusariaceae.   Inga underarter finns listade i Catalogue of Life.